# 利桑德罗·阿巴迪亚
利桑德罗·阿巴迪亚（英語：Lisandro C. Abadia，1938年—），是菲律宾少将，曾担任陆军司令、菲律宾武装部队总参谋长。